# Takizawa, Iwate

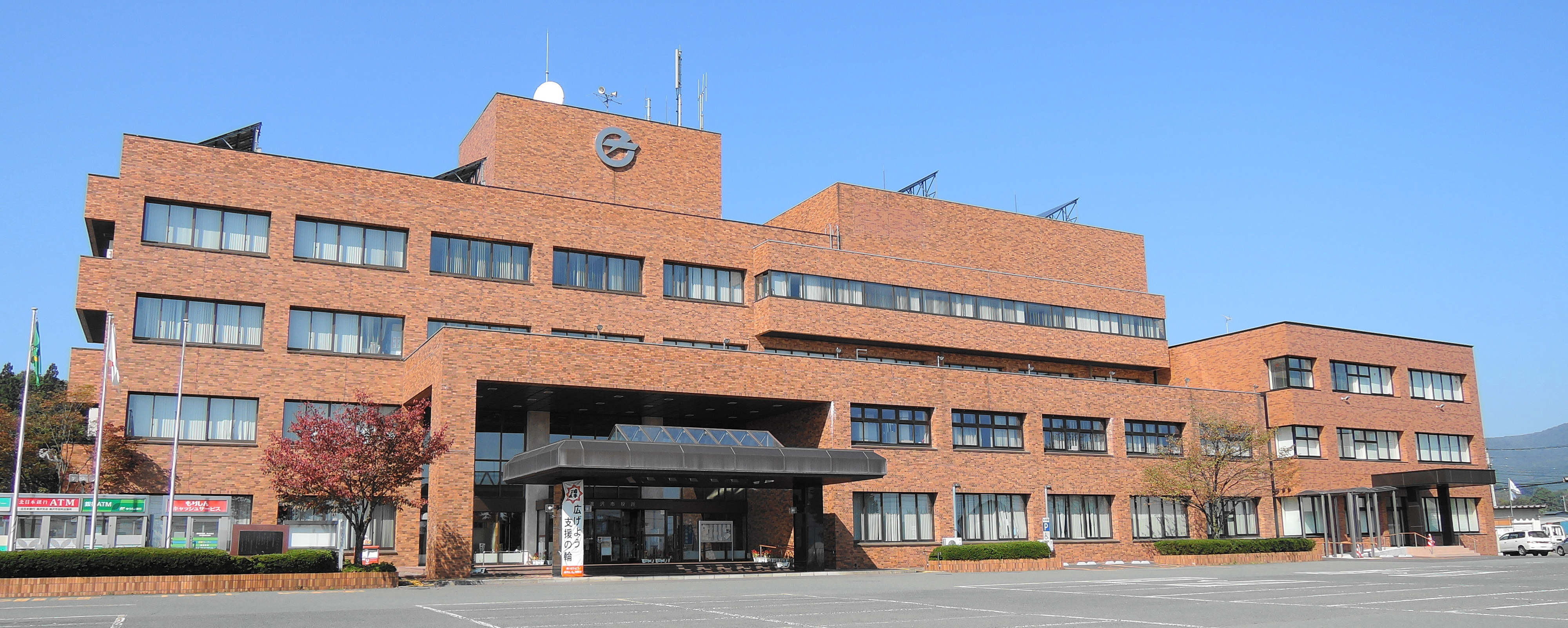
Tòa thị chính thành phố Takizawa

Takizawa (滝沢市 Takizawa-shi) là một thành phố thuộc tỉnh Iwate, Nhật Bản. Tính đến tháng 9 năm 2020, dân số ước tính thành phố là 54.988 người và mật độ dân số là 300 người/km². Tổng diện tích thành phố là 182,46 km².